# Luis Francisco García Caldera
Luis Francisco García Caldera (Guadalajara, Jalisco, México, 21 de junio de 1987) es un futbolista mexicano y debutó en el club Necaxa. Ha jugado en el equipo de Indios de Ciudad Juárez de la Primera División de México. En el 2010 regresa a Necaxa, equipo recién ascendido y dueño de su pase.
Actualmente no se sabe en que equipo juega.

## Clubes
| Club                    | País   | Año           | PJ | Goles |
| ----------------------- | ------ | ------------- | -- | ----- |
| Club Necaxa             | México | 2006-2009     | 42 | 0     |
| Indios de Ciudad Juárez | México | 2009- 2010    | 20 | 1     |
| Necaxa                  | México | 2010-presente | 57 | 0     |